# Tęczowe herbicydy

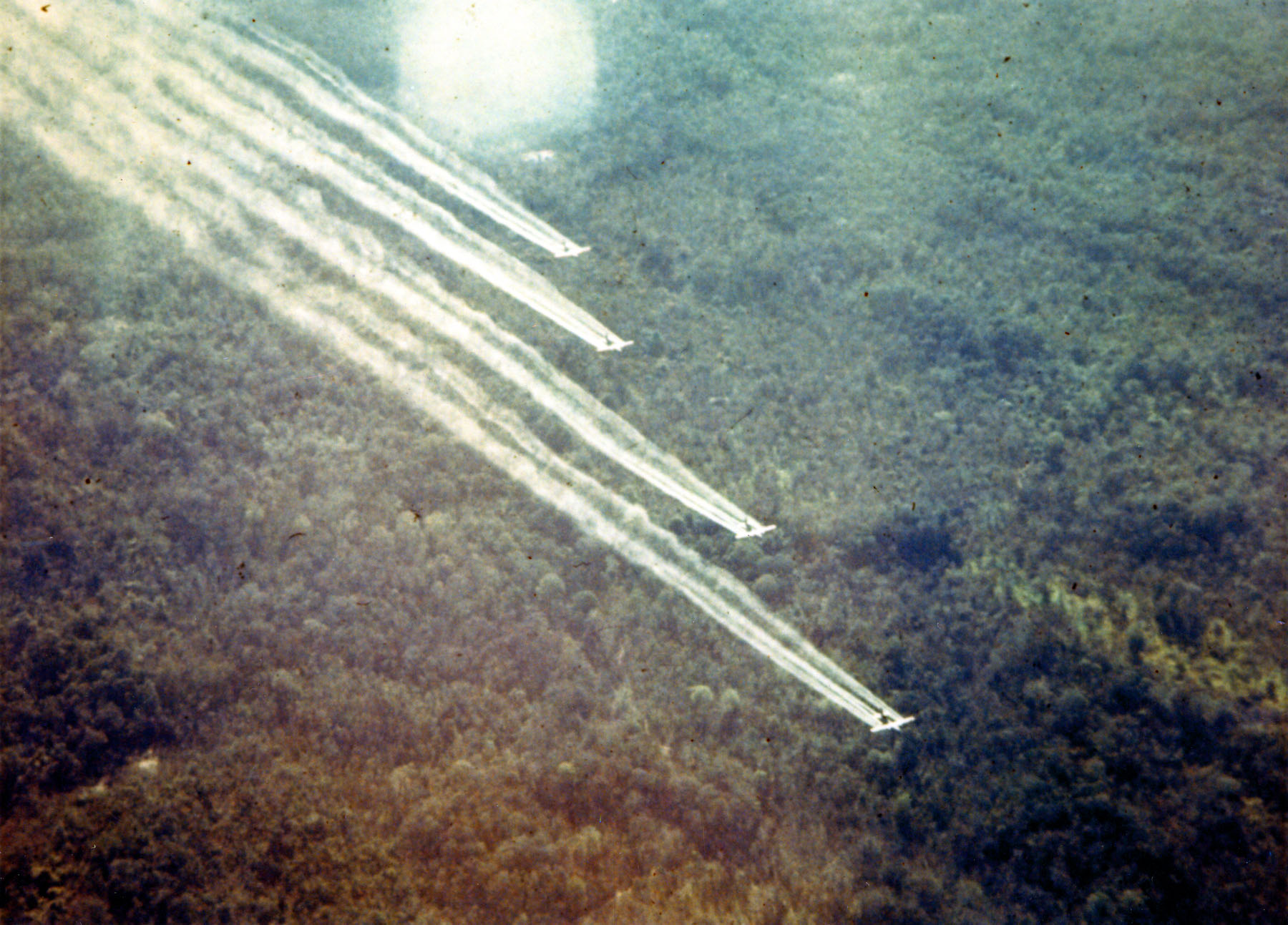
Opryski defoliantami podczas operacji Ranch Hand w Wietnamie

Tęczowe herbicydy (ang. Rainbow Herbicides) – grupa chemikaliów należących do herbicydów i defoliantów używanych jako broń chemiczna podczas działań wojennych przeprowadzonych przez Armię Stanów Zjednoczonych w celu zniszczenia roślinności dżungli oraz pól uprawnych.

## Historia
Pierwsze testy tych substancji przeprowadzono w południowym Wietnamie w ramach tzw. Projektu AGILE w roku 1961. Po testach Amerykanie zdecydowali się użyć herbicydów tęczowych w operacji w Wietnamie, przeprowadzonej pod nazwą Operation Ranch Hand (1961–1971), będącej częścią projektu Operation Trail Dust. Armia amerykańska używała herbicydów tęczowych w celu niszczenia roślinności dżungli. Operacja miała dwa cele:
- doprowadzenie do zrzucenia liści przez drzewa w celu uniemożliwienia ukrycia się partyzantów na danym terenie
- spowodowanie zniszczenia upraw w celu doprowadzenia do braków żywności u wroga

## Rodzaje

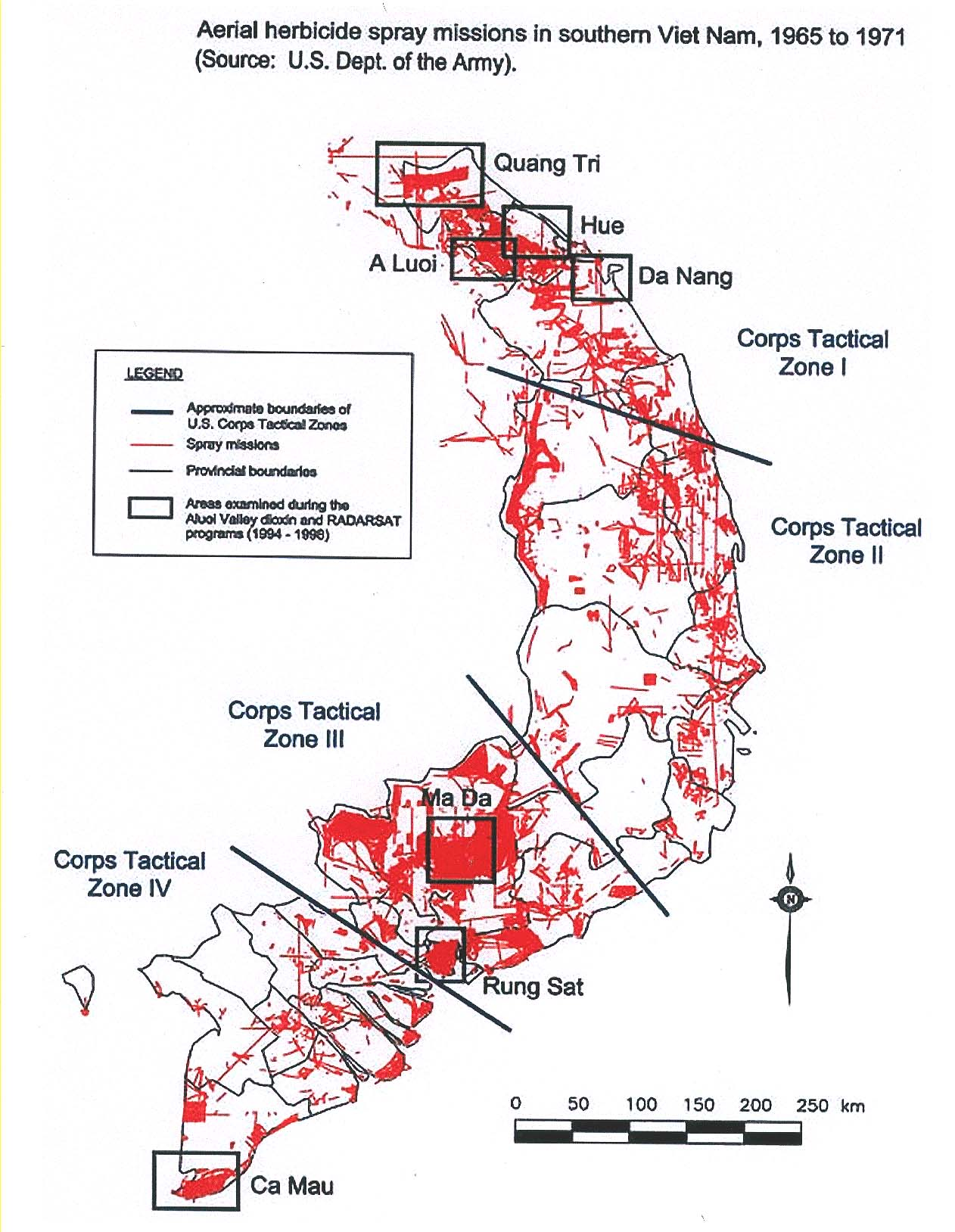
Zakres użycia przez USA herbicydów jako broni w Wietnamie w latach 1965-1971

Armia amerykańska użyła podczas operacji na terenie Azji następujących herbicydów tęczowych:
- Agent Pink – jako substancję czynną zawiera kwas 2,4,5-trichlorofenoksyoctowy (2,4,5-T); został użyty w latach 1961 i 1965
- Agent Green – ester n-butylowy kwasu 2,4,5-trichlorofenoksyoctowego (2,4,5-trichlorofenoksyoctan butylu); używany razem z Agent Pink
- Agent Purple – mieszanina  2,4,5-T i kwasu 2,4-dichlorofenoksyoctowego (2,4-D); używany między 1962–1965
- Agent Blue – zawiera 65% soli sodowej kwasu kakodylowego (CH3)2AsOONa oraz 35% wypełniacza (NaCl, K2SO4); używany w latach 1962–1971.
- Agent White – mieszanina 2,4-D i pikloramu (kwasu 4-amino-3,5,6-trichloropikolinowego, znanego również jako tordon) w proporcji 4:1[2]; używany w latach 1966–1971
- Agent Orange – składający się z estrów n-butylowych 2,4-D (50%) i 2,4,5-T (50%); używany w latach 1965–1970

## Wpływ na zdrowie ludzi

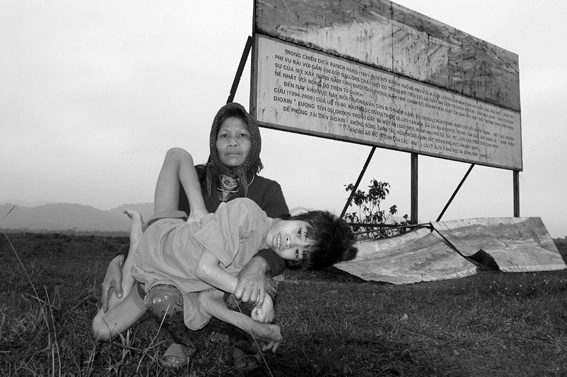
Matka z synem upośledzonym fizycznie i psychicznie wskutek zastosowania przez USA oprysków w wojnie wietnamskiej

Herbicydy te zostały użyte podczas wojen w Wietnamie, Laosie oraz Kambodży. Armia amerykańska testowała je także na terenie USA, Kanady, Portoryko, Korei, Indii oraz Tajlandii pomiędzy 1940 rokiem aż do późnych lat 60. Ich użycie w Wietnamie, a w szczególności środka Agent Orange zanieczyszczonego dioksynami miało tragiczny wpływ na zdrowie ludzi wystawionych na ich działanie (deformacje płodu, zniekształcenia twarzy u dzieci, podatność na choroby nowotworowe, niedorozwój).

## Odnośniki w kulturze
- Amerykańskim nalotom z opryskami herbicydami w ramach operacji Ranch Hand i ich skutkom poświęcony jest album Agent Orange thrash metalowego zespołu Sodom wydany w 1989 roku[5].
- „Agent Orange” – instrumentalny bonus z płyty Music for the Masses z 1987 grupy Depeche Mode.